# Mandžuové
Mandžuové je národnost historicky pocházející z Mandžuska, dnes převážně žijící v severní Číně. Chuang Tchaj-ťi roku 1635 přejmenoval Džürčeny na Mandžuy a o rok později svůj stát na říši Čching. Mandžuská dynastie Čching v letech 1644–1912 Číně vládla.
V Číně tvoří Mandžuové 0,9 % celkové čínské populace. Mandžuové jsou v současné době z naprosté míry asimilováni Číňany národnosti Chan.

## Jazyk
Jejich původní jazyk (mandžuština) patří do mandžusko-tunguzské větve altajské rodiny. Dnes je používána mandžuština jen v některých venkovských oblastech malou skupinou starých lidí.